# Harpograptis
Harpograptis là một chi bướm đêm thuộc họ Cosmopterigidae.